# Museo López Villaseñor
El Museo López Villaseñor es un museo ubicado en la capital de la provincia homónima de Ciudad Real. Se encuentra localizado en la antigua casa-palacio de Hernán Pérez del Pulgar y está dedicado al artista ciudadrrealeño Manuel López Villaseñor. El museo, inaugurado en 1990 tras la reforma integral del edificio acometida, está gestionado directamente por el Ayuntamiento de Ciudad Real. En el Museo se puede visitar la mayor colección de obras del pintor, aunque otros museos como el Museo de Arte Contemporáneo de Madrid, el Museo Vaticano o el Museo de Granada distribuida en doce salas. Además de la exposición temporal también se pueden visitar otras exposiciones temporales y eventos locales celebrados en este.
Además de las exposiciones de arte también se puede encontrar en el museo el Archivo Histórico Municipal de Ciudad Real, entre las que destacan dentro de sus colecciones la carta fundacional de la ciudad.

## Historia
El Museo López Villaseñor se encuentra situado en la casa de uno de los personajes ilustres más destacados de Ciudad Real, el capitán Hernán Pérez del Pulgar, perteneciente a la nobleza castellana local. Tras sucesivas reformas, el edificio fue adquirido al marqués de Huétor de Santillán por el ayuntamiento. Tras la compra de la casona el alcalde de Ciudad Real Lorenzo Selas Céspedes le ofreció a López Villaseñor l posibilidad de acoger la mayor parte de su colección bajo un mismo edificio que llevaría su nombre, cuminando así su proyecto con las obras de restauración de 1989 y siendo inaugurado en 1990.

## Edificio
El edificio ha sido restaurado numerosas veces a lo largo de su historia, dada la antigüedad de la que data su construcción, que se remonta al siglo XV. La fachada tiene un estilo renacentista decorada con dos columnas jónica, balcón de hierro forjado y en el centro de todo el escudo familiar. El patio central, el punto más significativo arquitectónicamente de todo el conjunto del edificio, esta decorado con columnas de piedra que soportan la galería superior hecha con madera. Entre los elementos arquitectónicos han quedado un arco festoneado o los restos de una ventana de estilo mudéjar.

## Colecciones
Las colecciones permanentes que se exhiben en la actualidad están dedicadas en exclusiva a la figura de López Villaseñor. Distruibuidas a lo largo de doce salas, las obras no están ordenadas ni cronológicamente ni estéticamente por expreso deseo de su autor. Dentro del museo, en las salas XI y XII, se exponen las obras pertenecientes a la colección privada de su familia.